# Salvio Giuliano

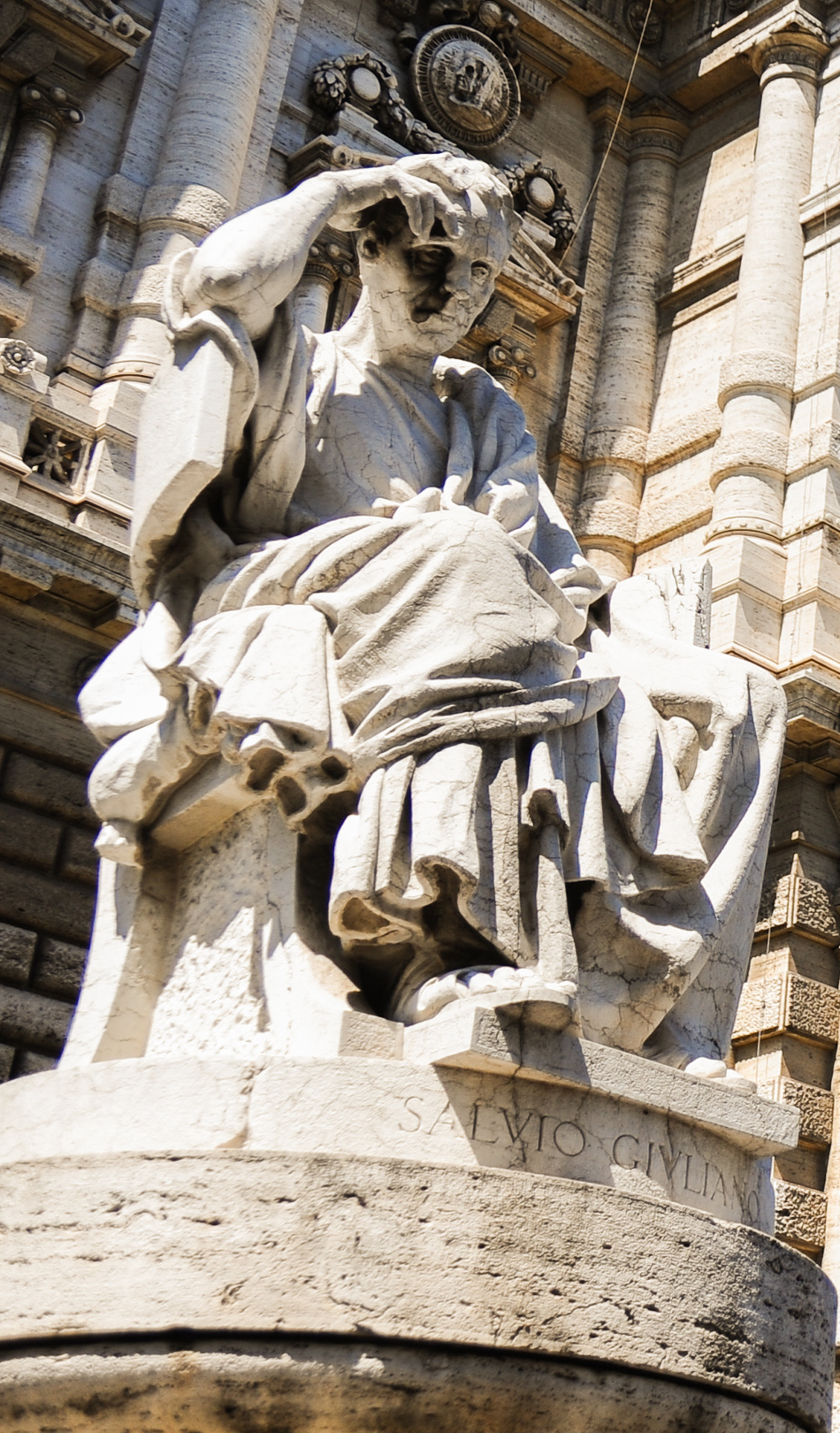
Statua di Salvio Giuliano a Roma, davanti al Palazzo di Giustizia

Salvio Giuliano, in latino: Lucius Octavius Cornelius Publius Salvius Iulianus Aemilianus, noto anche come Giuliano il Giurista (Hadrumetum, 115 – dopo il 148), è stato un politico e giurista romano dell'epoca degli imperatori Adriano, Antonino Pio e Marco Aurelio che servì sotto l'Impero romano.

## Biografia
(Iulianus libro 27 digestorum)
Sulla base delle fonti romane il luogo di nascita di Salvio Giuliano è collocato ad Hadrumetum, l'odierna Susa in Tunisia, allora colonia romana.
Ebbe come maestro di diritto Giavoleno Prisco, come si desume da un passo dello stesso giurista conservatoci dal Digesto (Dig.40.2.5 Iulianus 42 dig.) nel quale, riferendosi a Giavoleno, utilizza il termine "praeceptorem meum".
Secondo quanto asserisce il giurista Pomponio, Giuliano, insieme ad Aburno Valente e Tusciano, fu a capo della scuola dei Sabiniani.
Salvio Giuliano nel suo cursus honorum ebbe una serie di uffici tradizionali. Fu questore per l'imperatore Adriano (con il doppio del solito stipendio), tribuno della plebe, pretore, praefectus aerarii Saturni e praefectus aerarii militaris, prima di assumere l'alto incarico annuale di console romano nel 148, sotto Antonino Pio.
Fece anche parte del consilium principis dell'imperatore Adriano, come riferisce Elio Sparziano nella Historia Augusta:
(Elio Sparziano, Vita Hadriani, Historia Augusta)
In questo ruolo, all'interno di un organo simile ad un tribunale di diritto, contribuì alla stesura di nuova legislazione..
Su incarico dell'imperatore Adriano si dedicò alla codificazione dell'editto perpetuo.

## Opere
Anche se Giuliano servì per decenni diversi imperatori ad alti livelli del governo imperiale romano, per indagare i dettagli della sua giurisprudenza bisogna leggere i suoi scritti che sono fonti primarie. "Il compito della sua vita consisteva nel consolidamento finale della legge edittale e nella composizione del suo Digesto in novanta libri".
Notevolissima la sua opera di scrittore di opere giuridiche. Le sue opinioni influenzarono la scienza giuridica del tempo e i giuristi posteriori per la finezza del ragionamento che le sosteneva, come è dimostrato dai numerosi brani di altri giuristi che citano il pensiero di Giuliano. Nel Digesto sono raccolti 457 frammenti delle sue opere. Il suo nome è il primo ad apparire nell'Index Florentinus, la lista dei giuristi dalle cui opere attinsero i compilatori giustinianei per la realizzazione della loro opera. Ancora secoli dopo l'imperatore Giustiniano lo definirà legum et edicti perpetui suptilissimus conditor (Const. Tanta 18).
Le sue opere più famose sono:
- I Libri Digestorum: una monumentale opera in 90 libri dedicata al commento dell'ius honorarium e dello ius civile.
- I Libri Questionum, redatti dal suo allievo Africano, ma contenenti i responsi giulianei.